# Auburndale (condado de Wood, Wisconsin)
Auburndale es un pueblo ubicado en el condado de Wood en el estado estadounidense de Wisconsin. En el Censo de 2010 tenía una población de 860 habitantes y una densidad poblacional de 10,32 personas por km².

## Geografía
Auburndale se encuentra ubicado en las coordenadas 44°38′33″N 90°1′21″O / 44.64250, -90.02250. Según la Oficina del Censo de los Estados Unidos, Auburndale tiene una superficie total de 83.32 km², de la cual 83.32 km² corresponden a tierra firme y (0%) 0 km² es agua.

## Demografía
Según el censo de 2010, había 860 personas residiendo en Auburndale. La densidad de población era de 10,32 hab./km². De los 860 habitantes, Auburndale estaba compuesto por el 98.14% blancos, el 0.23% eran afroamericanos, el 0.81% eran amerindios, el 0% eran asiáticos, el 0% eran isleños del Pacífico, el 0.35% eran de otras razas y el 0.47% pertenecían a dos o más razas. Del total de la población el 1.4% eran hispanos o latinos de cualquier raza.